# Flomyrans naturreservat
Flomyrans naturreservat är ett naturreservat i Gagnefs kommun i Dalarnas län.
Området är naturskyddat sedan 2019 och är 113 hektar stort. Reservatet ligger öster om sjön Tansen och består av myrar, sumpskogar och blandskogar med gran och tall .